# Te Matua Ngahere
Te Matua Ngahere és un arbre gegant de l'espècie kauri, (Agathis australis), que es troba al bosc de Waipoua a Northland, a l'Illa del Nord a Nova Zelanda.
El nom maorí de l'arbre significa "pare del bosc". Encara que no és tan enorme i alt com el seu veí Tāne Mahuta, el tronc de Te Matua Ngahere és més voluminós amb un perímetre de més de 16 metres. És considerat el segon kauri més vell del món. i té el major perímetre d'un kauri a Nova Zelanda.
D'acord amb el The New Zealand Herald, té el tronc més ample de Nova Zelanda. Es tracta d'un exemplar de gran edat, la datació de la qual oscil·la entre 1.500 i 3.000 anys segons algunes fonts o fins i tot més de 4.000 segons unes altres.